# Hodaka
Hodaka ist eine US-amerikanisch-japanische Firma, die in den 1960er und 1970er Jahren Motorräder herstellte.

## Anfänge
Die Fa. Pabatco (Pacific Basin Trade Company) wurde 1961 in Athena, Oregon als Zweigbetrieb der Farm Chemicals of Oregon gegründet und handelte in erster Linie mit Düngemitteln und Getreide. Um Devisenbeschränkungen beim Export von amerikanischem Weizen nach Japan zu umgehen, versuchte man es mit dem Import von japanischen Yamaguchi- Motorrädern. Damit hatte man großen Erfolg. Bis 1963 wurden bereits mehr als 5000 Maschinen an über 480 Händler verkauft. Im April 1963 machte Yamaguchi plötzlich Bankrott und hinterließ Pabatco ein funktionierendes Händlernetz ohne Ware. 
Ähnliche Probleme hatte die Hodaka Engineering Co. in Nagoya, Japan, die für Yamaguchi die Motoren herstellte. Bei Pabatco wusste man, was die amerikanischen Kunden wünschten und schlug Hodaka vor, komplette Motorräder zu entwerfen, zu bauen und zu vermarkten. Große Alternativen hatte man bei Hodaka nicht, da noch etwa 300 Motoren in den Regalen lagen.

## Motorradentwicklung
Henry „Hank“ Koepke war Leiter der Motorrad-Abteilung bei Pabatco. Um sich von den zahlreichen Mitkonkurrenten abzuheben, wollte er ein Modell anbieten, das einfach, robust, zuverlässig, mit guten Leistungswerten, dazu günstig im Verbrauch und preiswert sein sollte. Die Entwicklung und Erprobung erfolgte in Athena, die Fertigung in Japan. Das erste Hodaka-Motorrad, die Ace 90 wurde 1964 vorgestellt.
1965 erwarb Shell die Farm Chemicals of Oregon und war verwundert, dass man jetzt eine Motorradfabrik besaß. Ed Miley, einer der drei Hauptaktionäre kümmerte sich fortan um Hodaka. 
Im Juni 1966 verließ die 10.000. Ace 90 die Fabrik in Nagoya, erstaunlich für eine Firma, die drei Jahre zuvor noch vor dem Aus stand.

## Modelle

### Ace 90
Bei der Entwicklung der Ace 90 versuchte das Pabatco-Team die besten Eigenschaften der führenden Mitbewerbermodelle in ihrem Modell zu vereinigen. Den Doppelschleifen-Rohrrahmen, etwas, das andere Trialmaschinen nicht hatten, schaute man sich bei der englischen Cotton ab. Für eine wirtschaftliche Lagerhaltung von Ersatzteilen und für einen höheren Wiederverkaufswert durch die Vermeidung jährlicher Modellwechsel entschloss man sich, ähnlich wie Henry Ford lange Zeit vorher, alle Fahrzeug in nur einer Farbe, nämlich rot, zu fertigen. Das Modell hatte einen 90 cm³ Einzylinder-Zweitaktmotor mit einer Leistung von 6 kW (8,25 PS) bei 7500/min. Um die Zuverlässigkeit zu beweisen, fuhr Frank Wheeler 3800 Meilen durch Niederkalifornien ohne einen technischen Defekt. Die Ace 90 wurde in vielen Wettbewerben bei Moto-Cross, Trial und sogar beim Straßenrennen eingesetzt.

### Ace 100
Aufgrund der Wettbewerbserfolge und auf Wunsch der Kunden entschloss man sich 1968, den Hubraum von 90 auf 100 cm³ zu vergrößern und das Getriebe mit fünf statt vier Gängen auszustatten. Da man weiterhin nur ein einziges Modell anbieten wollte, löste die Ace 100 die Ace 90 ab. 1968 siegte Harry Taylor beim Daytona Roadrace in der Klasse über 100 cm³ und brach alle Rekorde in dieser Klasse. Mit einer Höchstgeschwindigkeit von über 160 km/h ließ er selbst die Zweizylinder-Yamaha hinter sich.

### Ace 100 MX (Super Rat)
1969 entstand die Moto-Cross Maschine Ace 100 MX. In dem bekannten Fahrwerk wurden ein weiterentwickelter Motor und verbesserte Federelemente eingebaut. Die Super Rat war bei Wettbewerben erfolgreich und erzielte auch große Verkaufserfolge.

### 125 Wombat
Mit einer weiteren Leistungssteigerung entstand 1972 die Wombat mit 125-cm³-Motor. Die Wettbewerbsversion der Wombat wurde Combat Wombat genannt. Zu der Internationalen Sechstagefahrt, die 1973 in den USA stattfand, wurde die offizielle US Mannschaft auf Hodaka gemeldet. Im gleichen Jahr fuhr Frank Wheeler in 21 Tagen 10.000 Meilen rund um Australien. Daraufhin stiegen die Verkaufszahlen abermals und man brachte weitere Modelle auf den Markt.

### Dirt Squirt
eine Moto Cross Version mit 100-cm³-Motor.

### Road Toad
mit 100-cm³-Motor für Geländeeinsatz.

### Super Combat
mit 125-cm³-Motor als Moto-Cross-Maschine.

### ED 250
Die ED 250 war eine Neuentwicklung für den Geländeeinsatz und erschien 1975 mit elektronischer Zündung und Leichtmetallfelgen. 

### 250 SL
Die SL war eine ED 250 mit Straßenzulassung. 

### Hodaka 250
Eine Moto-Cross-Maschine mit 246 cm³ Hubraum und 36-mm-Mikuni-Vergaser

## Das Ende
Während man darüber diskutieren kann, ob Hodaka den Trial-Motorrad-Boom auslöste, steht fest, dass man viele Menschen durch ein bezahlbares wettbewerbsfähiges Fahrzeug zum Motorsport brachte. Für den Niedergang der Firma 1979 gab es mehrere Gründe. Zum einen hatte man es versäumt, neue Technologien einzusetzen, um gegen wesentlich größere Mitbewerber bestehen zu können. Zum anderen konnten die Mitbewerber durch ihre Gewinne beim Verkauf von Straßenmotorrädern ihre Off-Road-Maschinen subventionieren und so den Markt überschwemmen. Durch die Rezession der späten 1970er Jahre und ungünstigen Wechselkurs entschloss man sich bei Shell, den Vertrag mit Hodaka in Japan zu kündigen. Die Hodaka-Fabrikationsanlagen wurden nach Korea an die Firma Daelim verkauft.